# Confitering

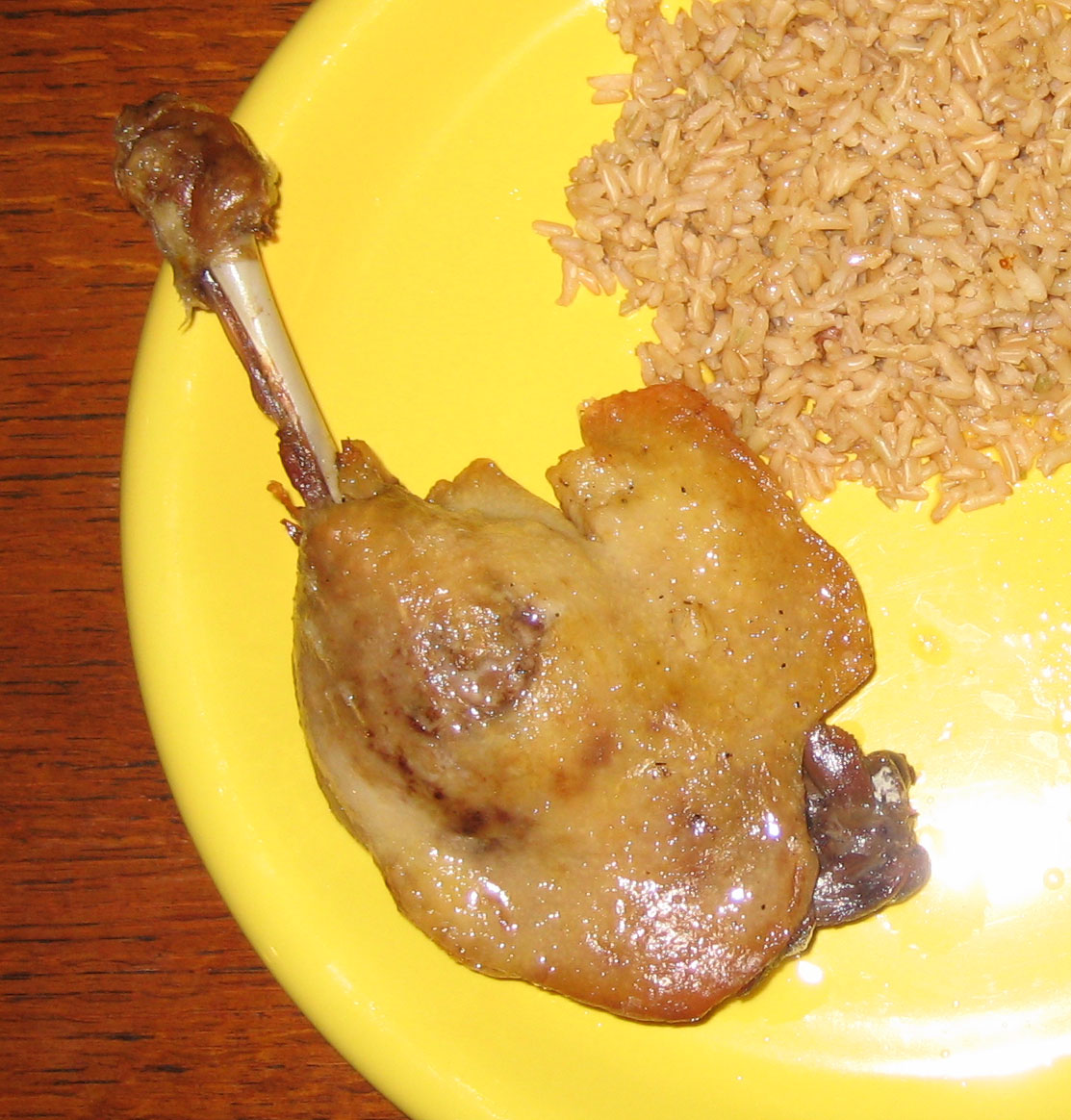
En maträtt med confiterat anklår.

Confitering är en gammal konserverings- och tillagningsmetod som innebär att man först saltar och sedan långsamt kokar in något i fett, exempelvis kött, fisk, fågel eller grönsaker. Detta görs för att få större smak och mörare textur. En typ av fett som är vanlig att använda vid confitering är ankfett.
Confitering sker vid lägre temperatur och under längre tid än fritering.
Confitering är särskilt vanligt i det franska köket. Confiterad anka (confit de canard), kanske särskilt anklår, är en vanlig variant av confiterad mat.